# Сурапати
Сурапати, Си Унтунг (яв. Untung Suropati; около 1660, Бали — 5 декабря 1706, Бангил, Восточная Ява) — индонезийский полулегендарный военный деятель, руководитель народного движения на острове Ява против голландских колонизаторов. Сведения о нём встречаются в «Истории земли Явы», собрании исторических манускриптов на яванском языке XVIII века. Указом от 3 ноября 1975 года ему посмертно присвоено звание национального героя Индонезии.
Согласно «Истории земли Явы», Сурапати родился на Бали, но ещё в раннем детстве был захвачен офицером Голландской Ост-Индской компании ван Бебером (или, возможно, китайскими или арабскими работорговцами) и продан в рабство нидерландскому купцу или офицеру Муру в Батавии. Предположительно, в действительности его звали Суравироаджи; имя же «Сурапати», в переводе означающее «приносящий счастье», было дано ему голландцами.
Находился в рабстве приблизительно до момента заключения в тюрьму в возрасте двадцати лет из-за любовной связи с дочерью хозяина Сюзанной. Однако вскоре поднял восстание и бежал в западную часть острова, носившую наименование Преангера, где в течение нескольких лет с рядом бежавших рабов вёл партизанскую борьбу против колонизаторов. После капитуляции в 1683 году перед голландцами султана Бантама Агенг Тиртаяса Сурапати, будучи застигнутым врасплох, принял предложение голландцев поступить к ним на службу: став лейтенантом, он получил задание перехватить спасавшегося бегством пангерана Пурбая. Успешно выполнив это задание и явившись свидетелем казни пангерана прапорщиком Куффелером, Сурапати принял решение продолжить активные боевые действия против колонизаторов: 28 января 1684 года он разгромил силы Куффелера близ реки Чикалонг и вновь скрылся в лесах, в результате вылазок из которых с товарищами оборудовал их европейским огнестрельным оружием.
В 1685 году перешёл на службу к султану Матарама Амангкурату II, ведшему военные действия против завоевателей. В феврале 1686 года во дворце резиденции султана, располагавшейся в городе Кертасуре, он нанёс поражение голландцам, стремившихся захватить его в плен. В ходе боя были убиты комиссар Такк, ван Флит, лейтенант ван дер Меер и Фронк, в результате чего его авторитет среди жителей султаната, в том числе Амангкурата II, назначившего его своим телохранителем и выдавшего за него ранее свою дочь Раден Гусик, значительно возрос. Таким образом, ему удалось сформировать в восточной части острова фактически независимое от Матарама государство, успешно отстаивавшее свои интересы в борьбе против колонизаторов.
После смерти в 1703 году Амангкурата II в Матараме начались междоусобицы. В результате поддержки Сурапати в 1705 году Амангкурата III, против которого выступал лояльный к голландцам Паку Бувоно I, образованное Сурапати государство объявило войну Голландской Ост-Индской компании, в ходе которой в 1706 году, держа оборону Бангила, он был смертельно ранен. Его похоронили в безымянной могиле, однако после обнаружения её в 1707 году голландцы сожгли его останки и развеяли прах в море. Образованное Сурапати государство, у власти в котором находились его сыновья, просуществовало до 1719 года. В 1723 году голландцы схватили двух его сыновей и отправили их в ссылку на Цейлон; последний же его потомок сложил голову в 1767 году.